# Wolf Guy
Wolf Guy (ウルフガイ, Urufu gai) est un manga écrit par Kazumasa Hirai et illustré par Hisashi Sakaguchi (坂口 尚), publié en deux volumes en 1970 par Bunkasha. Une adaptation en film live, Ōkami no monshō, réalisée par Shōji Matsumoto est sorti en 1973, six OAV produit au sein du studio J. C. Staff sont sortis entre 1992 et 1993. Une réadaptation avec certaines scènes plus violentes et mature par Yoshiaki Tabata et Yūki Yugo est publiée entre 2007 et 2012 et compilée en un total de douze tomes. Cette version est publiée en version française par Tonkam.